# 天主教皮斯托亞教區
天主教皮斯托亞教區（拉丁語：Dioecesis Pistoriensis）是天主教會在義大利的一個教區。屬佛羅倫斯總教區。
教區主教第一次出現教宗哲拉修一世的一封書信中，雖然主教的名字沒有被提起。1653年9月22日普拉托教區分出，與本教區「同等地位」。1954年1月15日兩個教區分開。
教區包括皮斯托亞省、普拉托省、佛羅倫斯省各一部份，2004年有教友215,000人，佔轄區總人口98.8%。教區下轄161個堂區，有156名司鐸。目前教區主教之位處於出缺狀態。